# Debiut Napoleona
Debiut Napoleona – nieregularne otwarcie szachowe, powstające po posunięciach 1.e4 e5 2.Hf3 w celu szybkiego ataku i możliwości dania tak zwanego szewskiego mata. Jednak groźba ta jest łatwa do przewidzenia i obrony przez grającego czarnymi, dlatego otwarcie to uważa się za niedokładne i na poziomie mistrzowskim jest praktycznie niespotykane.
Debiut Napoleona jest również słaby, ponieważ za wcześnie wprowadza do gry hetmana, narażając go tym samym na ataki przeciwnika. Dodatkowo hetman na polu f3 uniemożliwia rozwój figur i blokuje miejsce dla skoczka na skrzydle królewskim, dla którego pole to jest najlepsze w początkowej fazie partii.
Nazwa otwarcia pochodzi od nazwiska francuskiego przywódcy Napoleona Bonapartego (który sam był zagorzałym graczem w szachy, jednak uważano go za gracza przeciętnego), który miał go użyć podczas swojego pojedynku w 1809 roku z Mechanicznym Turkiem sterowanym wtedy przez Johanna Baptista Allgaiera.